# Baron Rotherham
Baron Rotherham, of Broughton in the County Palatine of Lancaster, war ein erblicher britischer Adelstitel in der Peerage of the United Kingdom.
Der Titel wurde am 18. Juli 1910 für den Industriellen und liberalen Politiker Sir William Holland, 1. Baronet, geschaffen. Diesem war bereits am 18. Juli 1907 in der Baronetage of the United Kingdom der dortan nachgeordnete Titel Baronet, of Queen’s Gate in the Royal Borough of Kensington, verliehen worden.
Beide Titel erloschen beim Tod seines Sohnes, des 2. Barons, am 24. Januar 1950.

## Liste der Barons Rotherham (1910)
- William Henry Holland, 1. Baron Rotherham (1849–1927)
- Stuart Lund Holland, 2. Baron Rotherham (1876–1950)